# Breitnau

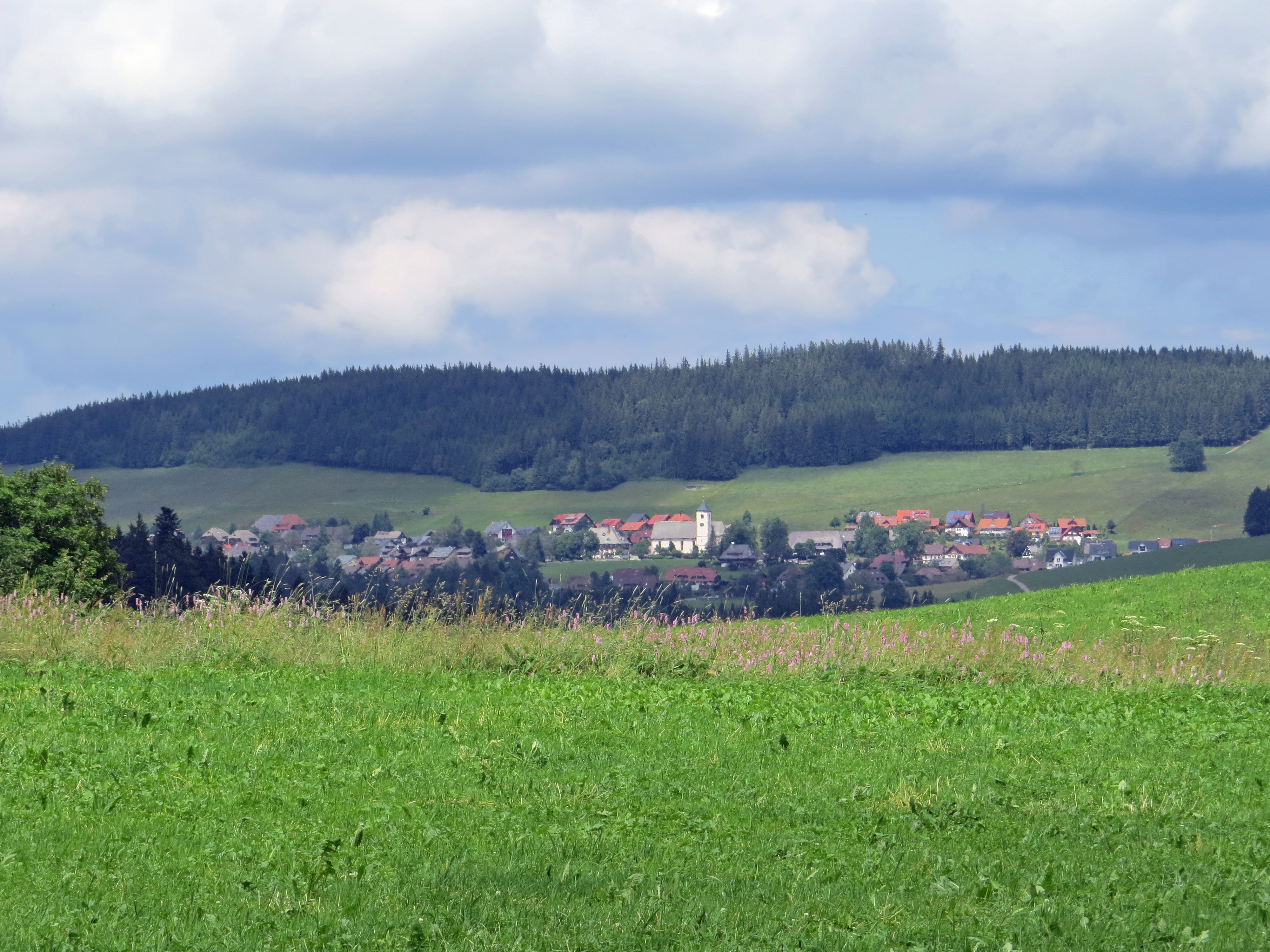
Breitnau von Süden

Breitnau ist eine Gemeinde im Landkreis Breisgau-Hochschwarzwald circa 30 Kilometer östlich von Freiburg im Breisgau im Südschwarzwald (Hochschwarzwald).

## Geografie

### Gemeindegebiet
Das Gebiet von Breitnau ist sehr weitläufig mit vielen, verstreut gelegenen, zum Teil großen Bauernhöfen, die meisten davon mit dem für den Schwarzwald typischen Krüppelwalmdach. Der eigentliche Ortskern ist vergleichsweise klein, ist aber in den letzten Jahren im Zunehmen begriffen.
Der höchste Berg ist die Weißtannenhöhe.

### Gemeindegliederung
Zur Gemeinde Breitnau gehören die Dörfer Hinterdorf, Steig (seit 1935 zu Breitnau) und Vorderdorf, die Zinken Beim Löwen, Bisten (teilweise auch zu Hinterzarten), Bruckbach, Eckbach, Einsiedel, Fahrenberg, Freyel, Hintereck, Hirschsprung, Höllsteig, Hohlengraben, Jungholz-Föhrwald, Löffeltal, Moos, Oberhöllsteig, Ödenbach, Posthalde, Ravenna(schlucht), Siedelbach (nach 1860 zu Breitnau), Tiefen, Winterhalden und Wirbstein, die Höfe Haberstrohhof, Holzhof, Kuhnenbach, Schuhmächerlehof und Zimmeracker und die Wohnplätze Bäuerleshütte, Birklehof (teilweise auch zu Hinterzarten), Eckerhäusle, Falkenfreyel, Hundsschachen, Jockelhäusle, Jörgenhäusle, Nessellachen und Paulyhäusle.

### Schutzgebiete, Natur
Breitnau liegt im Naturpark Südschwarzwald. Auf dem Gemeindegebiet von Breitnau liegen sowohl die Naturschutzgebiete
- 3.267 Dreherhofmoor und
- 3.129 Hirschenmoor

als auch Teile der Landschaftsschutzgebiete
- 3.15.026 Breitnau-Hinterzarten,
- 3.15.031 St. Peter, St. Märgen,
- 3.15.033 Titisee-Neustadt und
- 3.15.005 Wagensteig-Höllental

sowie Teile des FFH-Gebiets
- 8114-341 Hochschwarzwald um Hinterzarten

und des Europäischen Vogelschutzgebiets
- 8114-441 Südschwarzwald.

## Geschichte
Breitnau wird erstmals 1275 als Breittnowe urkundlich erwähnt. Die erste Kirche im Ort wurde jedoch bereits um 1200 erbaut, die St.-Oswald-Kapelle sogar schon 1148 eingeweiht. Das Gebiet war damals im Besitz der Herren von Falkenstein. 1408 verkauften die inzwischen verarmten Falkensteiner ihren Besitz an die Herren Schnewlin von Landeck. Zu Beginn des 16. Jahrhunderts ging der Ort an die Herren von Sickingen.

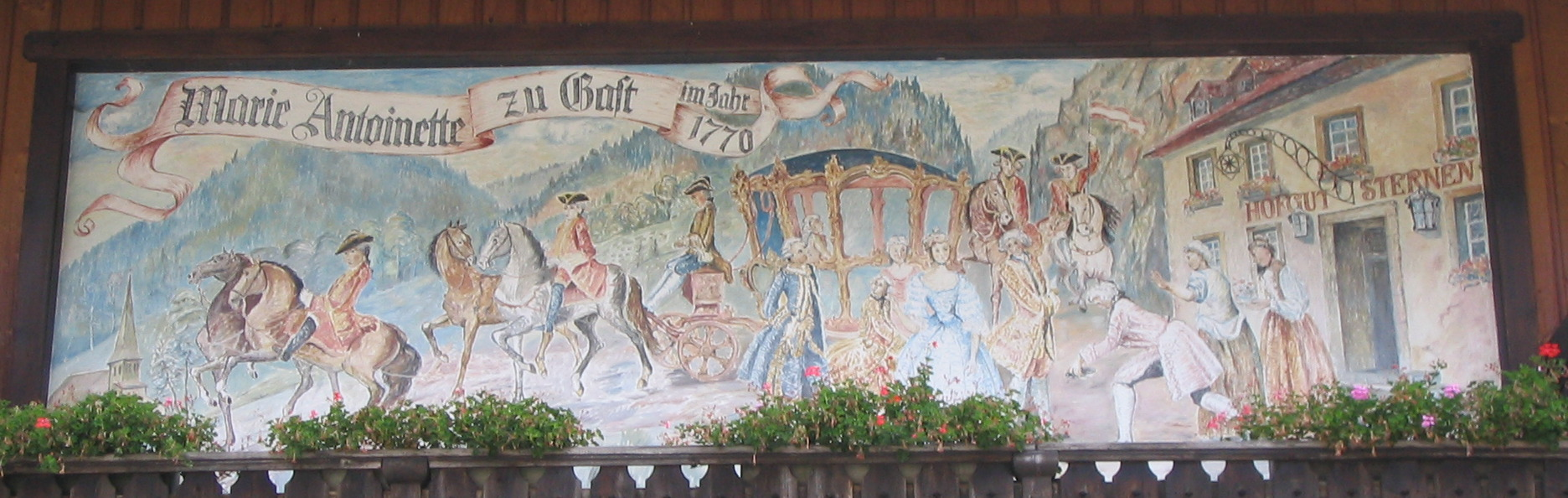
Gemälde am Hofgut Sternen: Halt von Marie Antoinette im Jahr 1770

1688 wurden auf Veranlassung des Markgrafen Ludwig Wilhelm von Baden Schanzen errichtet, die französische Truppen aufhalten sollten. Diese Mühe war jedoch vergeblich, da die Franzosen den Ort zwei Jahre später überfielen und dabei den Pfarrhof sowie 14 Bauernhöfe niederbrannten. Seit 2020 gibt es Bestrebungen, die sieben auf Breitnauer Gemarkung liegenden Schanzen freizulegen und durch einen Schanzenwanderweg unter dem Titel „Türkenlouispfad“ miteinander zu verbinden.
1755 wurde zum ersten Mal die schlechte Wegeverbindung durch das Höllental ausgebaut, um dem Brautzug von Prinzessin Marie Antoinette auf ihrem Weg nach Paris möglichst viel Strecke auf vorderösterreichischem Gebiet zu ermöglichen. Nach 1806 verkauften die Herren von Sickingen Breitnau an das neu errichtete Großherzogtum Baden. Bis zur Kreisreform am 1. Januar 1973 gehörte Breitnau zum Landkreis Hochschwarzwald.

## Religionen
Eine Kirche ist im Ort seit ca. 1200 nachweisbar. Die heutige katholische Pfarrkirche ist St. Johannes dem Täufer geweiht und stammt von 1753.
Die nächstgelegene evangelische Kirche ist die Kirche zu den 12 Aposteln in Hinterzarten.

## Politik
Der Gemeinderat setzt sich aus zehn Mitgliedern zusammen, die am 26. Mai 2019 bei einer Wahlbeteiligung von 71,3 % (2014: 61,7 %) neu gewählt wurden. Die Liste A erhielt bei 50,6 % Stimmenanteil 5 Sitze (zuvor 4) und die Liste B mit 49,4 % Stimmenanteil ebenfalls 5 Sitze (zuvor 6). Dem Gremium gehören nun drei Frauen und sieben Männer an (2014–2019: 4 Frauen, 6 Männer).
Bürgermeister ist seit dem 1. April 2024 Markus Kleiser. Er wurde am 28. Januar 2024 mit 58,5 Prozent der Stimmen gewählt. Seine Vorgänger im Amt des Bürgermeisters war von 1985 bis 2009 Wolfgang Schlachter und von 2009 bis 2024 Josef Haberstroh.
Mit dem südlich gelegenen Nachbarort Hinterzarten verbindet Breitnau eine Vereinbarte Verwaltungsgemeinschaft und eine touristische Werbegemeinschaft. Jedoch hat jede Gemeinde ihre eigenständige Grundschule, die Carl-Ludwig-Magon-Schule in Breitnau und die Georg-Thoma-Schule in Hinterzarten.

## Wirtschaft und Infrastruktur

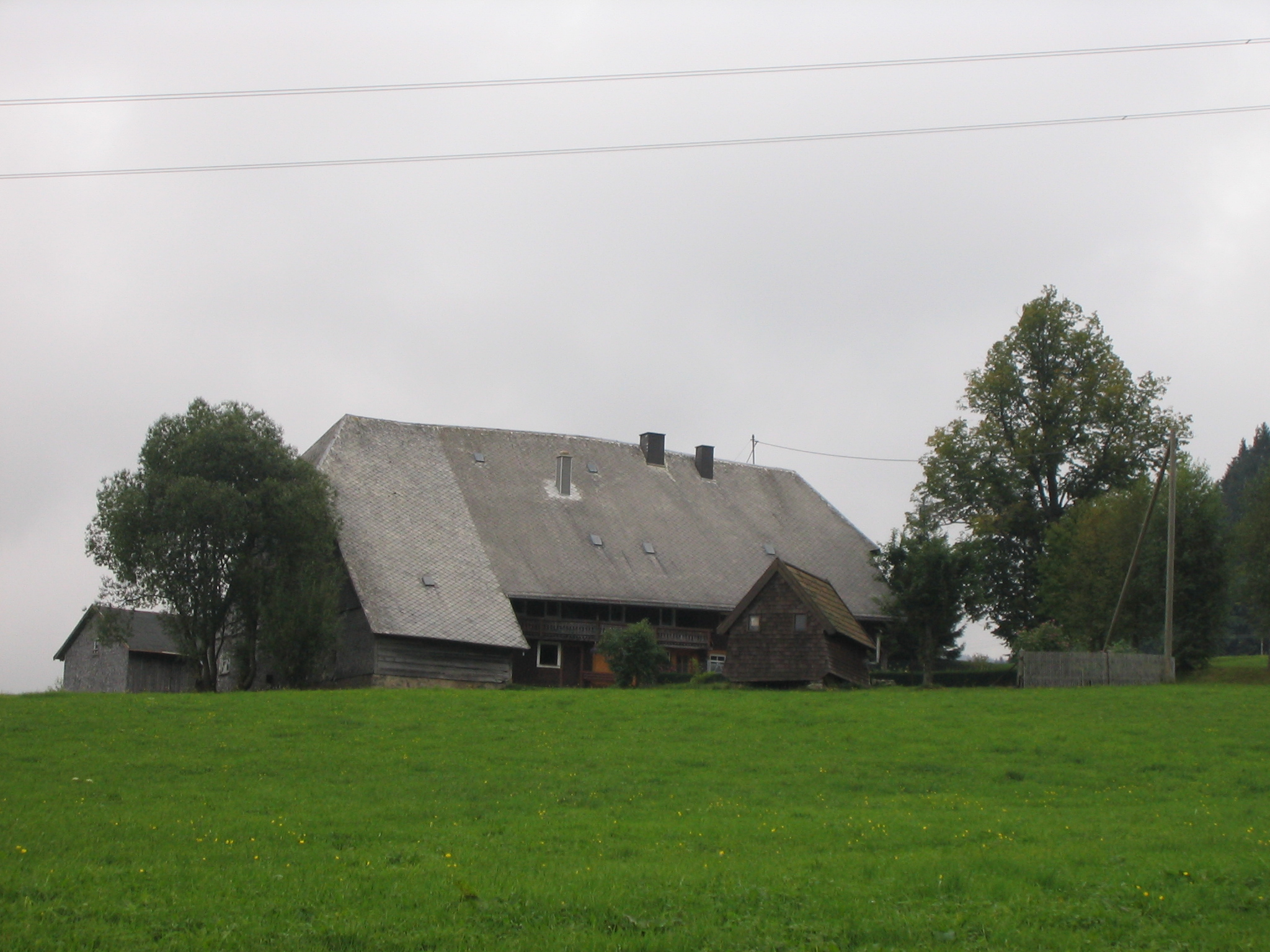
Bauernhaus am Rande von Breitnau

Breitnau lebt überwiegend von Forst- und Weidewirtschaft. In der Nähe der Bundesstraße 500 spielt zudem der Tourismus eine eher kleine Rolle. Im Sommer eignet sich Breitnau für Wanderungen. Klares Wetter vorausgesetzt, ergeben sich dabei weite Sichten über die Rheinebene und die jenseits gelegenen Vogesen. Obwohl das Gelände in weiten Bereichen eine Art Hochebene darstellt, gibt es steile Wege hinunter ins Höllental oder durch die Ravennaschlucht. Im Winter eignet sich Breitnau mit der Loipe Thurnerspur und dem Anschluss an die Skilanglaufstrecke Schonach – Hinterzarten für den Skilanglauf. Drei kleine Skilifte eignen sich für den lokalen Abfahrtslauf.

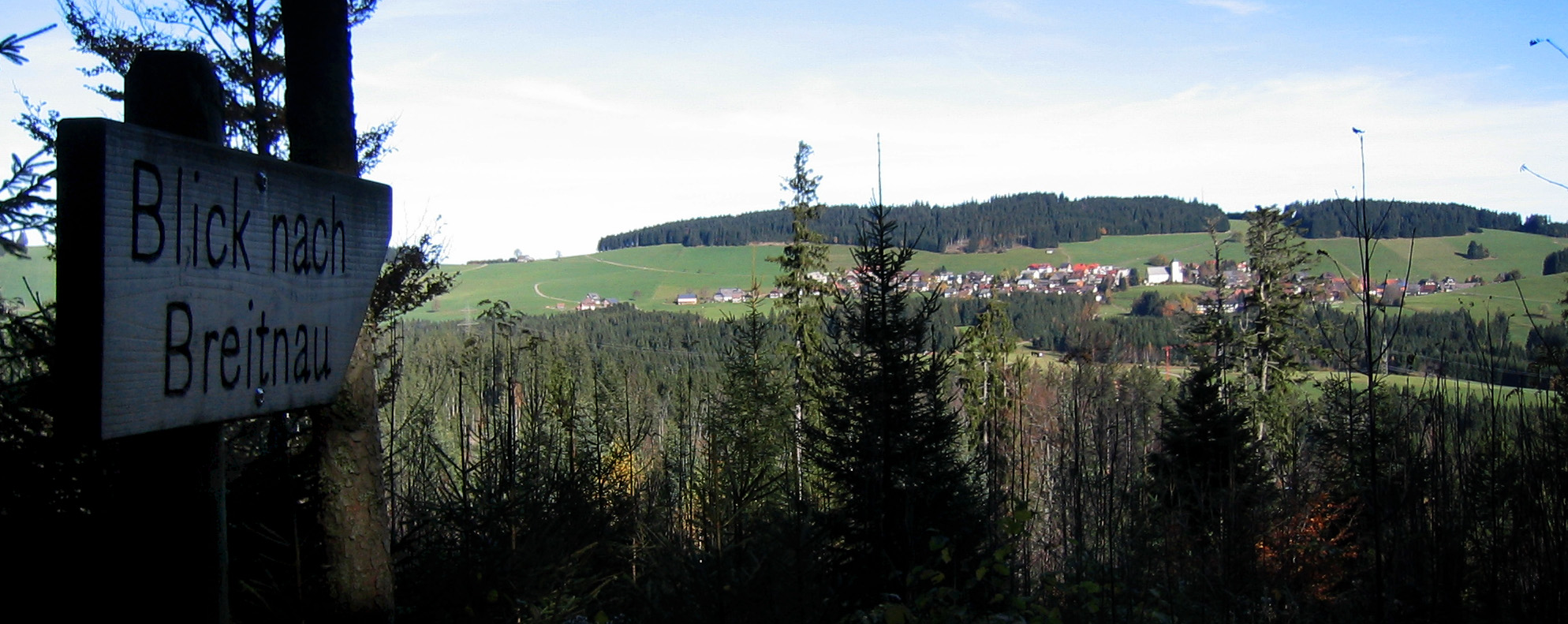
Blick nach Breitnau vom Piketfelsen im Herbst

Seit 1970 ist Breitnau als Kurort anerkannt.

### Verkehr
Abseits vom Ortskern wird Breitnau von der den Schwarzwald von Norden nach Süden durchlaufenden B 500 (Schwarzwaldhochstraße) passiert.
Seit dem 21. Mai 1887 verbindet die Höllentalbahn mit ihrem Bahnhof in Hinterzarten Breitnau mit dem überregionalen Schienennetz. Die auf der Gemarkung Breitnau liegenden ehemaligen Bahnstationen Hirschsprung, Posthalde und Höllsteig (bei der Ravennaschlucht) werden seit Anfang der 1980er Jahre nicht mehr bedient. Die beiden letzteren stehen zum Verkauf (Stand Herbst 2020). Die Verbindung von Breitnau zum Bahnhof Hinterzarten ist durch die Buslinie 7216 (Freiburg – St. Peter – St. Märgen – Breitnau – Hinterzarten) der Südbadenbus-Gesellschaft gegeben. Daneben wird Breitnau auch von der Buslinie 7261 (Neustadt – St. Märgen) angefahren.
Der Radweg Schwarzwald-Bike-Crossing führt von Pforzheim nach Bad Säckingen über den Schwarzwald und verbindet Breitnau mit den Nachbargemeinden Buchenbach und Hinterzarten.

## Kultur und Sehenswürdigkeiten

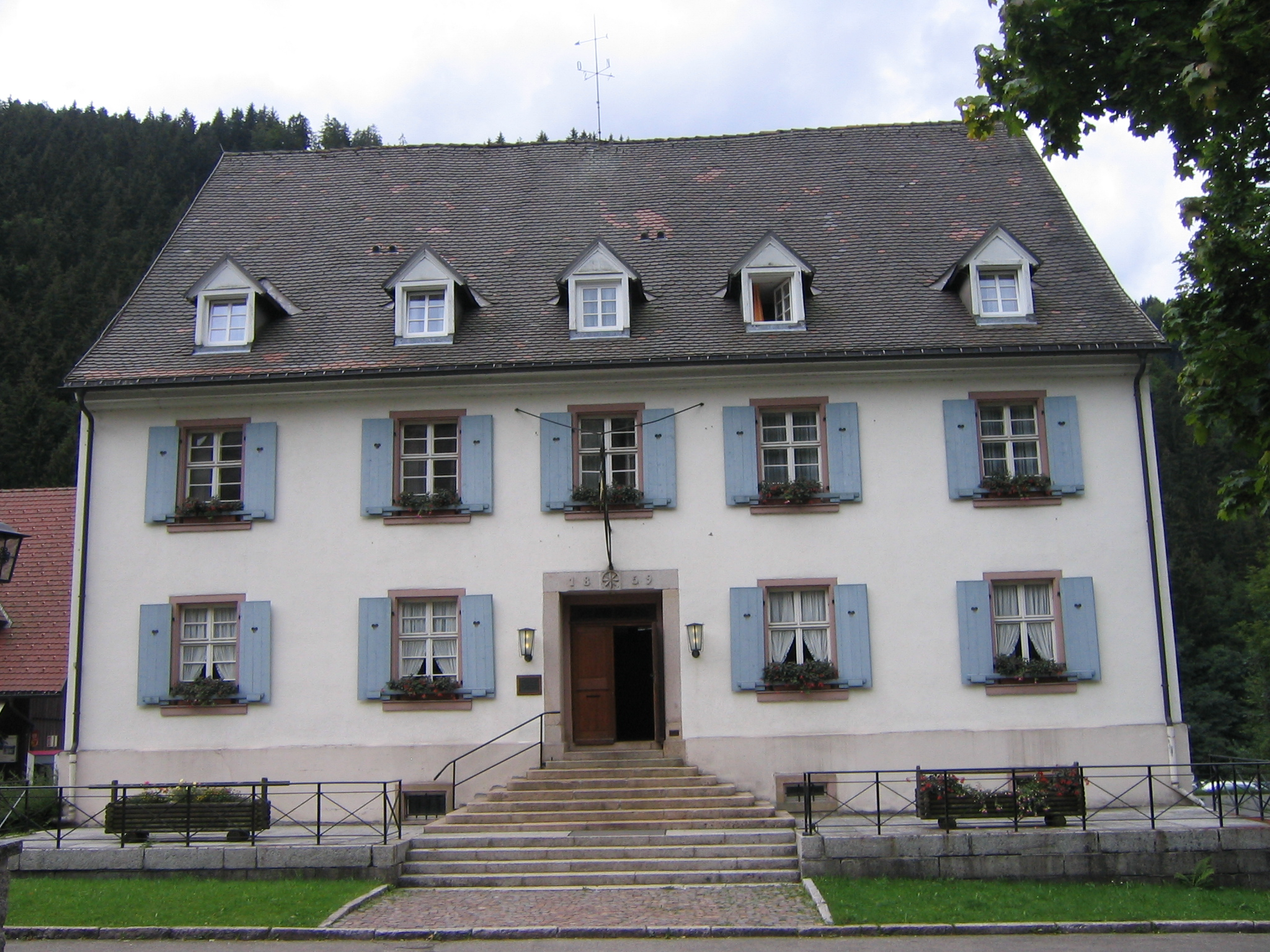
In diesem Haus beim Hofgut Sternen war am 29. September 1779 Johann Wolfgang von Goethe zu Gast.

Der Hirschsprung ist eine schluchtartige Verengung des Höllentals.
Sehenswert ist die Ravennabrücke am unteren Ende der Ravennaschlucht, ein Eisenbahnviadukt der Höllentalbahn. Unterhalb des Viadukts liegt das Hotel Hofgut Sternen, das seit über 250 Jahren besteht. Dort übernachteten schon Johann Wolfgang von Goethe (1779) und Felix Mendelssohn Bartholdy (1837). Im Jahr 1770 kam Marie-Antoinette auf ihrer Brautreise mit großem Aufgebot am Hofgut Sternen vorbei. In einem Seitengebäude befindet sich eine Glasmanufaktur.
In der Nähe steht die 800 Jahre alte, denkmalgeschützte Kapelle St. Oswald mit ihrem spätgotischen Altar, die kirchlich zur katholischen Gemeinde Hinterzarten gehört. Sie gilt als die älteste noch erhaltene Pfarrkirche im Hochschwarzwald.
Ebenfalls sehenswert ist schließlich der neben der Dorfkirche St. Johann Baptist gelegene alte Pfarrhof, der weitgehend originalgetreu restauriert wurde.

## Sport
Breitnau bietet unterschiedliche Sportmöglichkeiten. Für Hallensport steht die Kultur- und Sporthalle zur Verfügung. Außerdem gibt es ein Hallenschwimmbad.

### Wintersport
In Breitnau befindet sich die Jugendschanze am Wirbstein, auf der jährlich der Georg-Thoma-Pokal für Nachwuchs-Skispringer und -Kombinierer ausgetragen wird. Breitnau liegt am 100 Kilometer langen Fernskiwanderweg Schonach–Belchen, dem längsten Skiwanderweg im Schwarzwald. Darüber hinaus wurden im Rahmen des DSV-Zentrum Nordic Aktiv drei weitere Langlaufloipen unterschiedlicher Schwierigkeitsgrade ausgewiesen.
Ergänzt wird das Wintersportangebot durch einen Ski-Lift, der direkt an der B 500 liegt.
Mit der Ski Zunft Breitnau ist ein sehr erfolgreicher Wintersportverein in Breitnau beheimatet. Die derzeit bekanntesten und erfolgreichsten Athleten der SZ Breitnau sind Fabian Rießle (Nordische Kombination) und Benedikt Doll (Biathlon).

### Sommersport
Neben zahlreichen Wander- und Radwegen gibt es in Breitnau auch eine MTB-Trainingsstrecke. Außerdem ein Beach-Volleyball-Feld und verschiedene Outdoor-Sportmöglichkeiten an FunPark.

## Persönlichkeiten
- Alois Faller (1812–1882), Jurist, Revolutionär und Parlamentarier
- Lorenz Helmle (1783–1849), Glasmaler
- Andreas Helmle (1784–1839), Glasmaler
- Bernhard Wangler (1902–1977), Bürgermeister von 1945 bis 1965[9]
- Carl Mühl (1869–1955), Entomologe
- Conrad Ruf (1840–1922), Fotograf
- Martin Wangler (* 1969), Schauspieler und Kabarettist, lebt mit seiner Familie in Breitnau
- Ernst Wursthorn, (* 1941), ehemaliger Skispringer & Trainer
- Albert Wursthorn, (* 1954), ehemaliger Skispringer  & aktueller Skisprung-Trainer
- Timo Wangler, (* 1974), ehemaliger Skispringer (Weltcup), heutiger Bürgermeister von Ketsch
- Tobias Simon, (* 1992), ehemaliger Nordischer Kombinierer
- Benedikt Doll, (* 1990), Biathlet (Olympia-Medaillengewinner & Weltmeister)
- Fabian Riessle, (* 1990), Nordischer Kombinierer (Olympiasieger & Weltmeister)